# .бг
.бг — національний домен верхнього рівня для Болгарії.
24 жовтня 2007 Болгарська Асоціація UniNet оголосила, що вони представлять на розгляд пропозицію щодо створення домену .бг.
23 червня 2008 уряд Болгарії офіційно оголосив про свій намір зареєструвати домен в листі Пламена Вачкова(болг.), голови болгарського державного агентства з інформаційних технологій та зв'язку, до Пола Тумі, президенту ICANN. Використання інтернаціоналізованих доменів верхнього рівня було схвалено ICANN 30 жовтня 2009.
У травні 2010 ICANN відхилила домен .бг через візуальну подібність з бразильським доменом .br.
7 листопада 2014, заявка на домен .бг, була схвалена ICANN, незабаром реєстратор буде призначений урядом Болгарії, а домен отримає свій реєстр.
12 липня 2016 з'явився перший кириличний домен у зоні .бг — http://имена.бг [Архівовано 19 серпня 2016 у Wayback Machine.].